# Мелроз (Міннесота)
Мелроз (англ. Melrose) — місто (англ. city) в США, в окрузі Стернс штату Міннесота. Населення — 3602 особи (2020).

## Географія
Мелроз розташований за координатами 45°40′37″ пн. ш. 94°48′53″ зх. д. / 45.67694° пн. ш. 94.81472° зх. д. (45.677008, -94.814774).  За даними Бюро перепису населення США в 2010 році місто мало площу 8,59 км², з яких 8,25 км² — суходіл та 0,34 км² — водойми.

## Демографія
Згідно з переписом 2010 року, у місті мешкало 3598 осіб у 1309 домогосподарствах у складі 890 родин. Густота населення становила 419 осіб/км².  Було 1410 помешкань (164/км²).
Расовий склад населення:
| - 86,1 % — білих - 0,9 % — чорних або афроамериканців - 0,6 % — азіатів - 0,2 % — корінних американців - 10,7 % — осіб інших рас |

До двох чи більше рас належало 1,4 %. Частка іспаномовних становила 22,1 % від усіх жителів.
За віковим діапазоном населення розподілялося таким чином: 28,1 % — особи молодші 18 років, 53,0 % — особи у віці 18—64 років, 18,9 % — особи у віці 65 років та старші. Медіана віку мешканця становила 36,5 року. На 100 осіб жіночої статі у місті припадало 98,3 чоловіків;  на 100 жінок у віці від 18 років та старших — 92,9 чоловіків також старших 18 років.
Середній дохід на одне домашнє господарство  становив 54 476 доларів США (медіана — 39 359), а середній дохід на одну сім'ю — 63 606 доларів (медіана — 51 419). Медіана доходів становила 42 355 доларів для чоловіків та 33 788 доларів для жінок. За межею бідності перебувало 14,6 % осіб, у тому числі 15,4 % дітей у віці до 18 років та 17,3 % осіб у віці 65 років та старших.
Цивільне працевлаштоване населення становило 1643 особи. Основні галузі зайнятості: виробництво — 20,9 %, освіта, охорона здоров'я та соціальна допомога — 20,4 %, роздрібна торгівля — 14,9 %.